# OK Tent
Maillots
OK Tent est un club serbe de volley-ball fondé en 1981 et basé à Obrenovac, évoluant pour la saison 2019-2020 en Superliga.

## Palmarès
- Championnat de Serbie
  - Vainqueur : 2020[3]
- Coupe de Serbie
  - Vainqueur : 2025
  - Finaliste : 2015 et 2024.
- Supercoupe de Serbie
  - Vainqueur : 2024
  - Finaliste : 2015[4] et 2020.

## Effectifs

### Saison 2020-2021
| No                                         | Nom                                        | Date de naissance                          | Taille                         | Poids                          | Poste                          |
| ------------------------------------------ | ------------------------------------------ | ------------------------------------------ | ------------------------------ | ------------------------------ | ------------------------------ |
| 1                                          | Saška Đurović                              | 4 septembre 2001                           | 189                            | 71                             | Centrale                       |
| 4                                          | Teodora Isailović                          | 16 septembre 2002                          | 181                            | 56                             | Réceptionneuse-attaquante      |
| 5                                          | Marija Sušić                               | 22 mars 2002                               | 180                            | 70                             | Passeuse                       |
| 7                                          | Ana Jakšić                                 | 10 mars 1998                               | 182                            | 72                             | Passeuse                       |
| 8                                          | Stefana Pakić                              | 28 avril 2004                              | 178                            | 59                             | Réceptionneuse-attaquante      |
| 10                                         | Jovana Cvetković                           | 25 mars 2002                               | 182                            | 57                             | Réceptionneuse-attaquante      |
| 11                                         | Hena Kurtagić                              | 27 août 2004                               | 192                            | 78                             | Centrale                       |
| 12                                         | Ana Malešević                              | 30 mars 2002                               | 194                            | 79                             | Centrale                       |
| 13                                         | Mina Mijatović                             | 16 octobre 2001                            | 190                            | 70                             | Réceptionneuse-attaquante      |
| 14                                         | Jelena Lazić                               | 8 mars 1995                                | 178                            | 65                             | Réceptionneuse-attaquante      |
| 15                                         | Sara Carić                                 | 1er février 2001                           | 193                            | 72                             | Attaquante                     |
| 17                                         | Nina Mandovic                              | 29 octobre 2004                            | 187                            | 69                             | Passeuse                       |
| 18                                         | Ana Mitrović                               | 5 décembre 1998                            | 185                            |                                | Attaquante                     |
| 19                                         | Sonja Danilović                            | 9 janvier 2006                             | 188                            |                                | Réceptionneuse-attaquante      |
| 20                                         | Bojana Gočanin                             | 25 septembre 2002                          | 179                            | 66                             | Libero                         |
|                                            |                                            |                                            |                                |                                |                                |
| Encadrement technique                      | Encadrement technique                      |                                            | Légende                        | Légende                        | Légende                        |
| Entraîneur : Milan Gršić                   | Entraîneur : Milan Gršić                   | Entraîneur : Milan Gršić                   | : Capitaine                    | : Capitaine                    | : Capitaine                    |
| Entraîneur(s) adjoint(s) : Dušan Kovačević | Entraîneur(s) adjoint(s) : Dušan Kovačević | Entraîneur(s) adjoint(s) : Dušan Kovačević | : Joueuse blessée actuellement | : Joueuse blessée actuellement | : Joueuse blessée actuellement |